# Isidro Parga Pondal

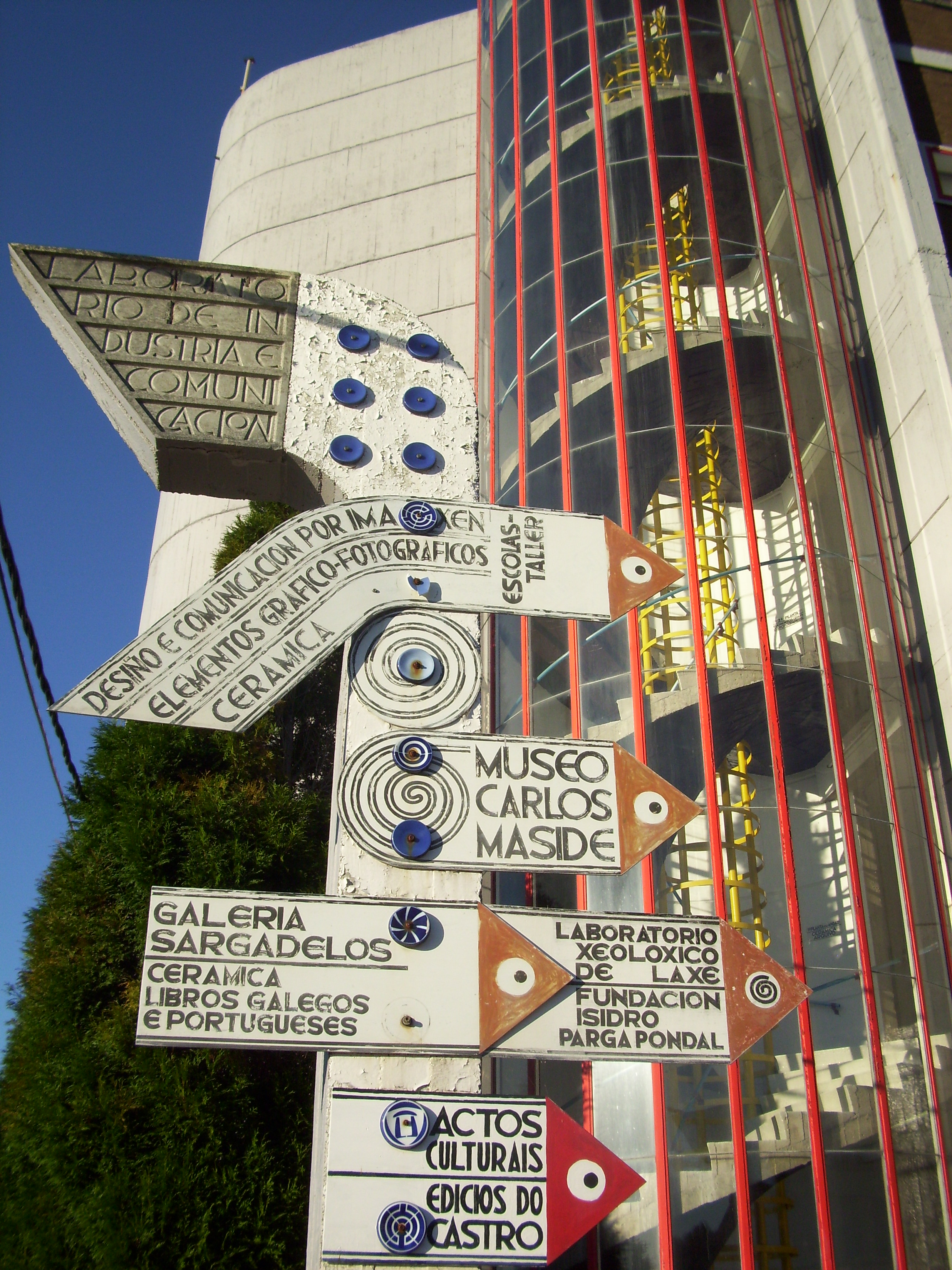
Fundació Isidro Parga Pondal a Cerámica do Castro (Sada)

Isidro Parga Pondal (Laxe, 17 de desembre de 1900 - La Corunya, 4 de maig de 1986) va ser un geòleg gallec.

## Biografia
Nascut a la localitat de la Corunya de Laxe, després de la defunció del seu pare, el 1914, es va fer càrrec de la seva educació el seu avi, Isidro Pondal Abente (germà del poeta Eduardo Pondal), influint en la seva primerenca vocació per la química. Va estudiar el Batxillerat a Santiago de Compostel·la i la carrera de Ciències Químiques en la Universitat de Madrid, obtenint la llicenciatura el 1922. El 1923 va obtenir una plaça de professor auxiliar de Química Inorgànica i Analítica en la Facultat de Ciències de la Universitat de Santiago de Compostel·la. Entretant, apareixen els seus primers treballs sobre geoquímica, publicats en la revista del Seminari d'Estudis Gallecs, nascut recentment i del que era membre des de 1924.
Va fer estudis de doctorat a Zúric, fins que el 1933 tornà a Santiago. Amb la creació del Laboratori de Geoquímica de la Universitat de Santiago, va començar les seves recerques sobre geologia de Galícia i forma als primers geoquímics espanyols. El 1934 llegeix la tesi doctoral i obté la qualificació d'excel·lent cum laude a la Universitat de Madrid.
És en aquesta època quan es converteix en un dels professors investigadors més importants de la Universitat de Santiago de Compostel·la, arribant a impartir quatre assignatures diferents. Canvia la relació entre alumnes i professors, compartint conjuntament el temps d'oci i la recerca, incorporant la dona als equips de recerca i posant en contacte les ràncies aules compostel·lanes amb la comunitat científica internacional.
Al començament de la Guerra Civil Espanyola i a conseqüència de les seves idees galleguistes i la seva amistat amb galleguistes com Castelao, va ser purgat del seu càrrec de professor, retirant-se a Laxe, on es va fer càrrec de l'empresa "Kaolines de Lage" i una altra empresa minera denominada Titania S.A., juntament amb José Fernández López i els seus germans, coneguts a Lugo com els Fills d'Antón de Marcos, dedicada a l'explotació d'una mina de titani, a Balarés, La Corunya. Aquesta empresa estava dirigida per un enginyer alemany, amb economats i salaris dignes per als treballadors, a més de Seguretat Social i paga extra. Amb els diners obtinguts d'aquestes i d'altres empreses Isidro Parga Pondal i els germans Fernández López van tractar de fomentar de forma generosa la recuperació de la cultura gallega.
El 1940 va crear el Laboratori Geològic de Laxe, en el que hi treballaria fins al seu retir, el 1969.
El 1945 va col·laborar amb l'Institut Geològic i Miner d'Espanya. El 1954 va començar a col·laborar amb la Universitat de Leiden (Països Baixos), fent-ho després amb les de Montpeller i Estrasburg (França), Zúric (Suïssa), Munster (Alemanya) i Lisboa (Portugal). En aquesta mateixa època també va treballar per a l'empresa Zeltia, fundada pels germans Fernández López. Va ser allí, en un consell d'administració, on Antonio Fernández López, un dels propietaris de l'empresa, va comentar l'escassetat de ciment i el seu alt preu, lamentant-se de la falta de calcàries per fomentar la seva elaboració a Galícia. Al cap de poc el propi Isidro Parga Pondal li va presentar un informe en el qual s'assenyalava Lóuzara (Samos) com el lloc on es trobaven aquestes calcàries. Aquest va ser el començament de Cementos del Noroeste S.A., creada el 1958, formant-ne part del seu consell d'administració juntament amb els germans Antonio i Manuel Fernández López, Arcadio Arienza, Fidel Illa Couto i Álvaro Gil Varela. La fàbrica de ciment va començar a funcionar el 1962, a Oural, Sarria, actualment pertanyent a la Corporació Nord-oest.
El 1962 va ser nomenat professor agregat de l'Institut Lucas Mallada, rebent a continuació diverses distincions: Premi de Ciències de la Diputació Provincial de La Corunya (1972), Premi de Recerca de la Universitat de Santiago i de la Universitat Menéndez y Pelayo (1982), medalla Castelao, doctorat honoris causa per la Universitat de Santiago de Compostel·la (1983), President Honorari de l'Acadèmia de Ciències de Galícia, membre numerari de l'Acadèmia de Doctors de Madrid, corresponent de la Reial Acadèmia de Ciències Exactes, Físiques i Naturals, corresponent de la Reial Acadèmia de Doctors d'Espanya i corresponent de la Reial Acadèmia de Ciències i Arts de Barcelona.
El 1978, van morir la seva dona i el seu fill, José Ramón Parga Peinador, en accident de trànsit. Després d'aquesta pèrdua Isidro Parga Pondal abandona el Laboratori i el cedeix a Isaac Díaz Pardo, el promotor industrial i cultural revitalitzador de la Ceràmica de Sargadelos, i creador d'un complex cultural al voltant de la ceràmica, qui el va traslladar a Sada.

## Publicacions
Entre altres disperses, Mapa Geológico de Galicia (1963, posteriorment en feu els corresponents provincials), Mapa Geológico de la Península Ibérica (1970). Va realitzar també dues cartografies del Massís Hespèric Peninsular, situat en la meitat occidental de la península Ibèrica (1962 i 1982).

## Institut Universitari de Geologia "Isidro Parga Pondal"
L'Institut Universitari de Geologia "Isidro Parga Pondal" va sorgir el 1997 mitjançant un conveni de la Xunta de Galícia signat entre el Laboratori Geològic de Laxe i la Universitat de La Corunya.